# Аеропорт (район на Москва)
Аеропорт е административен район на Северен окръг в Москва. Населението на района към 1 януари 2018 г. е 79 294 души.